# Reutlingen
Reutlingen je grad u njemačkoj saveznoj državi Baden-Württemberg i sjedište je istoimenog okruga. Jedan je od univerzitetskih gradova, a njegova visoka škola se svrstava u red najboljih u državi.

## Stanovništvo
Po popisu stanovništva s kraja 2007. godine, Reutlingen ima 112.458 stanovnika.

## Geografski položaj
Nalazi se na 380 m nadmorske visine, a od većih gradova, Stuttgarta udaljen je 31 km (južno) i Ulma 57 km (sjeverozapadno).
- 48° 29' 34" SZŠ
- 9° 12' 45" IZD

## Gradovi prijatelji
- Aarau (Švicarska)
- Bouaké (Obala Bjelokosti)
- Dušanbe (Tadžikistan)
- Ellesmere Port and Neston (Ujedinjeno Kraljevstvo)
- Pirna (Njemačka)
- Reading (SAD)
- Roanne (Francuska)
- Szolnok Mađarska)

## Općine u okrugu
- Wannweil

## Vanjske poveznice
- Službena stranica

### Ostali projekti
|  | Zajednički poslužitelj ima stranicu o temi Reutlingen |